# フラン・リンドクヴィスト
フラン・ヴィルヘルム・リンドクヴィスト（Frans Wilhelm Lindqvist、1862年3月16日 - 1931年9月17日）は、最初の圧縮空気を利用した無煤煙のケロシン・ストーブを発明したスウェーデンの発明家である。彼はプリムス株式会社（Primus AB）を設立しプリムス・ストーブの製造、販売を行った。

## 概要
リンドクヴィストはヴェステルイェートランドスカラボリ県（現・ヴェストラ・イェータランド県）のエットゥムに生まれ、ストックホルムに移る前の数年間をヨーテボリで過ごした。ストックホルムではセパラトール株式会社（AB Separator）で働き始めた。そこでは同僚に影響を受けリンドクヴィストと彼の兄弟はケロシン・ストーブ用の新しいバーナーを設計することが出来た。このバーナーはケロシンがバーナーに到達する前に霧状になることにより煤も煙も出ない熱い炎を作り出すことが出来た。
リンドクヴィストは自身のストーブを小さな規模で販売し始めたがこれは直ぐに成功した。この製品と会社はプリムス（Primus）と名づけられた。1892年に仲間のヨハン・ヴィクトル・スヴェンソン（Johan Victor Svensson）と共にリンドクヴィストは製品の大量生産を始めた。市場でのB.A.ヨルト社（B.A. Hjort & Co）の販売協力のお陰で売り上げは伸び、プリムス・ストーブは間も無く海外へ輸出されるようになった。1910年代には年間50万個以上のストーブが生産されていた。1930年にはストックホルムの小島リラ・エッシンゲン（Lilla Essingen）のプリムスの工場では500名以上の従業員が働いており、この中には後のスウェーデンの首相のペール・アルビン・ハンソンがいた。
晩年にはストックホルムで貧困者のために100万クローナの寄付を行った。1931年にストックホルムで死去。
1984年にプリムス・ストーブはスウェーデンの特許機構の100周年を記念した切手の図柄に採用された。